# Baksan (město)
Baksan (rusky Бакса́н, kabardo-čerkesky Бэхъсэн) je město v Kabardsko-balkarské republice v Ruské federaci. Při sčítání lidu v roce 2010 měl bezmála sedmatřicet tisíc obyvatel.

## Poloha a doprava
Baksan leží na severním okraji Velkého Kavkazu na řece Baksanu, pravém přítoku Malky v povodí Těreku. Od Nalčiku, hlavního města republiky, je Baksan vzdálen přibližně pětadvacet kilometrů severozápadně.
Přes Baksan prochází od severozápadu k jihovýchodu dálnice R-217 vedoucí z Rostova na Donu k ázerbájdžánsko-ruské hranici. Také tudy prochází z východu na jihozápad silnice od Prochladného do Tyrnyauzu a dál k lyžařským a turistickým střediskům pod Elbrusem.

## Dějiny
První zmínka je z roku 1748. V roce 1964 se Baksan stal sídlem městského typu a v roce 1967 městem.

### Rodáci
- Beslan Mudranov (* 1986), zápasník